# Ваза с цветами и раковиной
«Ваза с цветами и раковиной» (англ. Vase of Flowers and Conch Shell) — натюрморт французской художницы Анны Валлайе-Костер, написанный в 1780 году. Находится в коллекции Метрополитен-музея в Нью-Йорке (США).

## История
Картина была написана в 1780 году и выставлялась в Парижском салоне 1781 года. Валлайе начала выставлять свои цветочные картины в Салоне с 1775 года. Дени Дидро, с энтузиазмом отнёсшийся к её произведениям в Салоне 1771 года, в 1781 году дал им совсем другую оценку: он писал о небольших овальных картинах с цветами и плодами, что их автору не хватает того рисовального и живописного мастерства, которое требуется для подобных работ.

## Описание
Картина сочетает разные живописные техники: она написана как очень тонкими, так и широкими мазками. Эйк Канг в эссе, сравнивающем технику Валлайе-Костер с техникой Шардена, отмечает, что уровень детализации цветов «почти клинически точен», но раковина написана широкими несмешанными мазками кисти. Валери Майнц в «Словаре женщин-художников» называет картину примером протоимпрессионистской техники, напоминающей пастель и являющейся прообразом цветочных картин Анри Фантен-Латура.

## Провенанс
Картина находилась до 1891 года в коллекции Курнери в Париже, затем — в коллекции Жоржа Энтшеля (фр. Georges Hoentschel) также в Париже. В 1906 году была приобретена американским промышленником Джоном Пирпонтом Морганом, который в том же году передал её в дар Метрополитен-музею.